# Hrabstwo Cottle

Piramida wieku hrabstwa

Hrabstwo Cottle – hrabstwo położone w Stanach Zjednoczonych, w północnej części stanu Teksas. Siedzibą władz hrabstwa jest Paducah.
Hrabstwo utworzono w 1876 roku poprzez wydzielenie terytorium z hrabstwa Hardeman oraz terytorium Younga, jednak później podlegało jeszcze zmianom a ostateczny, obecny kształt uzyskało dopiero w 1892 roku. Nazwa hrabstwa pochodzi od nazwiska Georgea Cottle, bohatera z okresu Republiki Teksasu, który zginął w Bitwie o Alamo.

## Sąsiednie hrabstwa
- Hrabstwo Childress (północ)
- Hrabstwo Hardeman (północny wschód)
- Hrabstwo Foard (wschód)
- Hrabstwo King (południe)
- Hrabstwo Motley (zachód)
- Hrabstwo Hall (północny zachód)

## Gospodarka
- wydobycie gazu ziemnego[4]
- uprawa bawełny, pszenicy, orzeszków ziemnych, warzyw, sezamu i sorgo[5][6]
- hodowla bydła (23,8 tys. w 2022)[5].

## Ludność
Mieszkańcy deklarują głównie pochodzenie meksykańskie (21,6%), irlandzkie (12,1%), angielskie (7,4%), szkockie lub szkocko–irlandzkie (6,9%), „amerykańskie” (6,2%), niemieckie (5,5%), afroamerykańskie (4,9%) i walijskie (4,3%).

## Główne drogi
Przez teren hrabstwa przebiegają trzy drogi krajowe:
- U.S. Route 62
- U.S. Route 70
- U.S. Route 83